# Jan Lundgren (konstnär)
Jan Eric Lundgren, född 29 maj 1936 i Helsingborg, död där 19 maj 1999, var en svensk tecknare, grafiker och skulptör. Han tillhörde konstnärsgruppen Differenterna.
Jan Lundgren hade en stor produktion av framför allt teckningar, grafik men också skulptur. Han utbildade sig till grafiker i Paris hos Stanley William Hayter. Hans storhetstid var under 1960- och 1970-talen då han till stor del vistades utomlands. Han bodde tidvis i Spanien och gjorde en längre resa till Mexiko och Guatemala där han studerade Mayaindianernas kultur.    
Jan Lundgren fick goda recensioner och ett flertal stipendier men hans verk var ofta svårsålda. På 1980-talet fick han ekonomiska problem och isolerade sig trots att han under denna tid framställde några av sina finaste grafiska verk – sitt liv i Spanien. Han var inte konstnärligt verksam under 1990-talet. Han var respekterad inom konstnärskretsar, men hans verk nådde inte större offentlig spridning förrän efter hans död.    
Han deltog i en rad separatutställningar och samlingsutställningar både i Sverige och i utlandet under sin verksamma tid. Han är bland annat representerad på Moderna museet, på museer i Malmö museum, Helsingborgs museum, Landskrona, Ystads konstmuseum, Sundsvall och Eskilstuna konstmuseum. I utlandet är han representerad på museer i San Francisco, Gelsenkirchen och Milano.